# Università di Kuvempu
L'università di Kuvempu (in kannada ಕುವೆಂಪು ವಿಶ್ವವಿದ್ಯಾಲಯ; in inglese Kuvempu University) è un istituto di istruzione superiore situato a Shimoga, nella parte occidentale dello stato di Karnataka, nel sud dell'India.
L'università, fondata nel 1987, prende il nome dallo scrittore in lingua kannaḍa K.V. Puttappa, popolarmente noto come Kuvempu.
Il campus principale è situato in una zona rurale a circa 28 km a sud di Shimoga. C'è un centro per gli studi post laurea nella città di Kadur, a sud-est del campus principale, due sedi a Shimoga, e alcune decine di collegi e istituti di ricerca in tutta la regione sono affiliati con l'università.
Tra le facoltà ci sono quelle di scienze biologiche, scienze chimiche, istruzione, scienze della terra e scienze ambientali, economia e commercio, lingue, letteratura e belle arti, diritto, scienze fisiche e scienze sociali.